# Thysanophrys celebica
Thysanophrys celebica är en fiskart som först beskrevs av Bleeker, 1854.  Thysanophrys celebica ingår i släktet Thysanophrys och familjen Platycephalidae. Inga underarter finns listade i Catalogue of Life.